# トリニティ・カレッジ図書館
トリニティ・カレッジ図書館（トリニティ・カレッジとしょかん、英: The Library of Trinity College Dublin、愛: Leabharlann Choláiste na Tríonóide）は、ダブリン大学附属図書館であり、ダブリン大学とトリニティ・カレッジで中心的な役割を果たすとされる。

## 概要
トリニティ・カレッジ図書館は、アイルランドの納本図書館である。また、アイルランドで唯一のイギリスの納本図書館でもある。アイルランドの国民的象徴であるブライアン・ボルのハープ、1916年のアイルランド共和国宣言、ケルズの書の永久的な本拠地である。ケルズの書の4巻のうち2巻は一般公開されており、1つは装飾された主要なページで開かれ、もう1つは典型的な文書のページに開かれている。表示される巻とページは定期的に変更される。

## 構成
トリニティ・カレッジ図書館は数々の建物を占めており、合計6つのうち主要図書館でもある3つのは本キャンパスにある。また、サントリー書庫にてさらに収蔵されている。

### 旧図書館

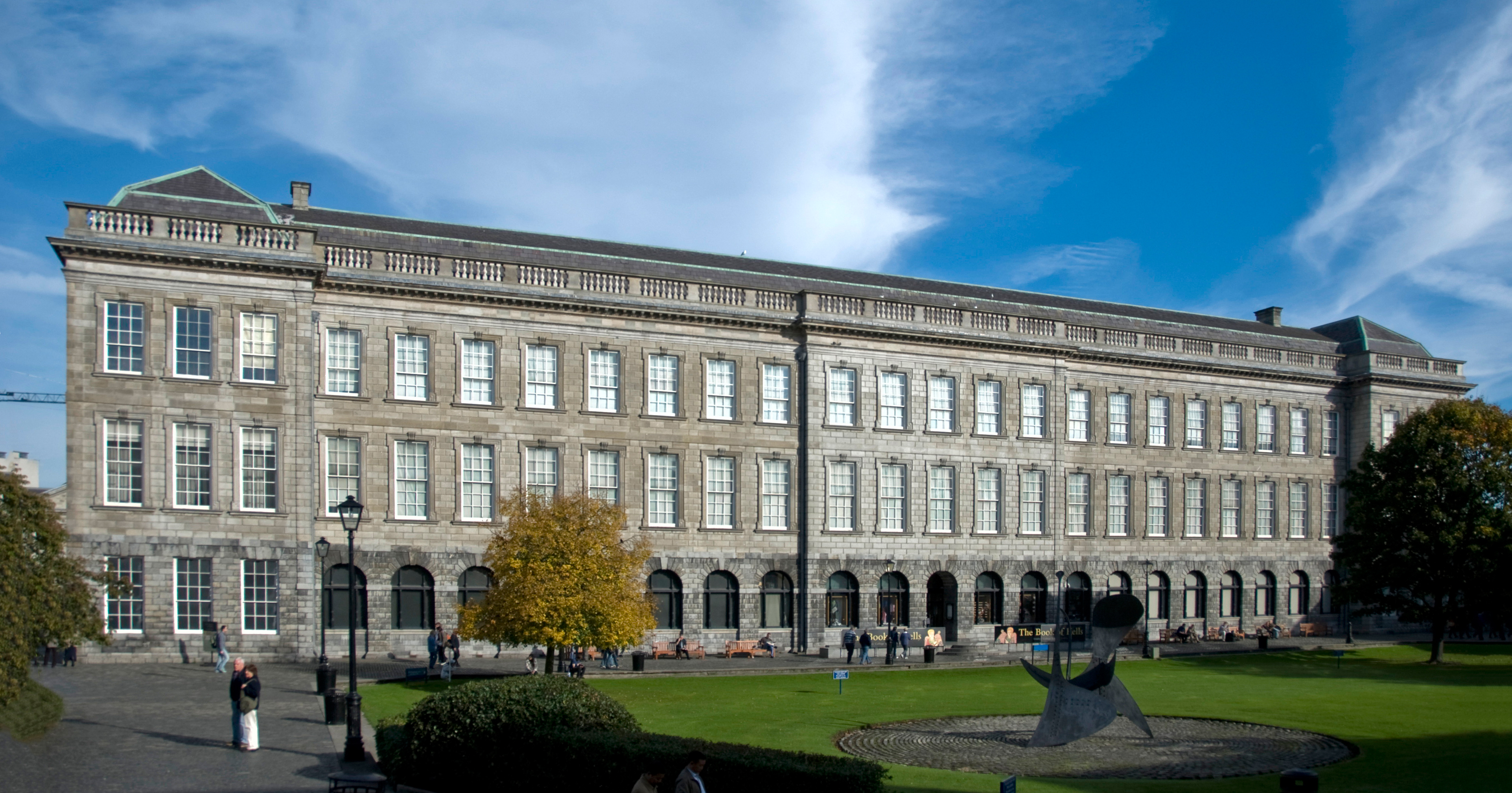
旧図書館の外観

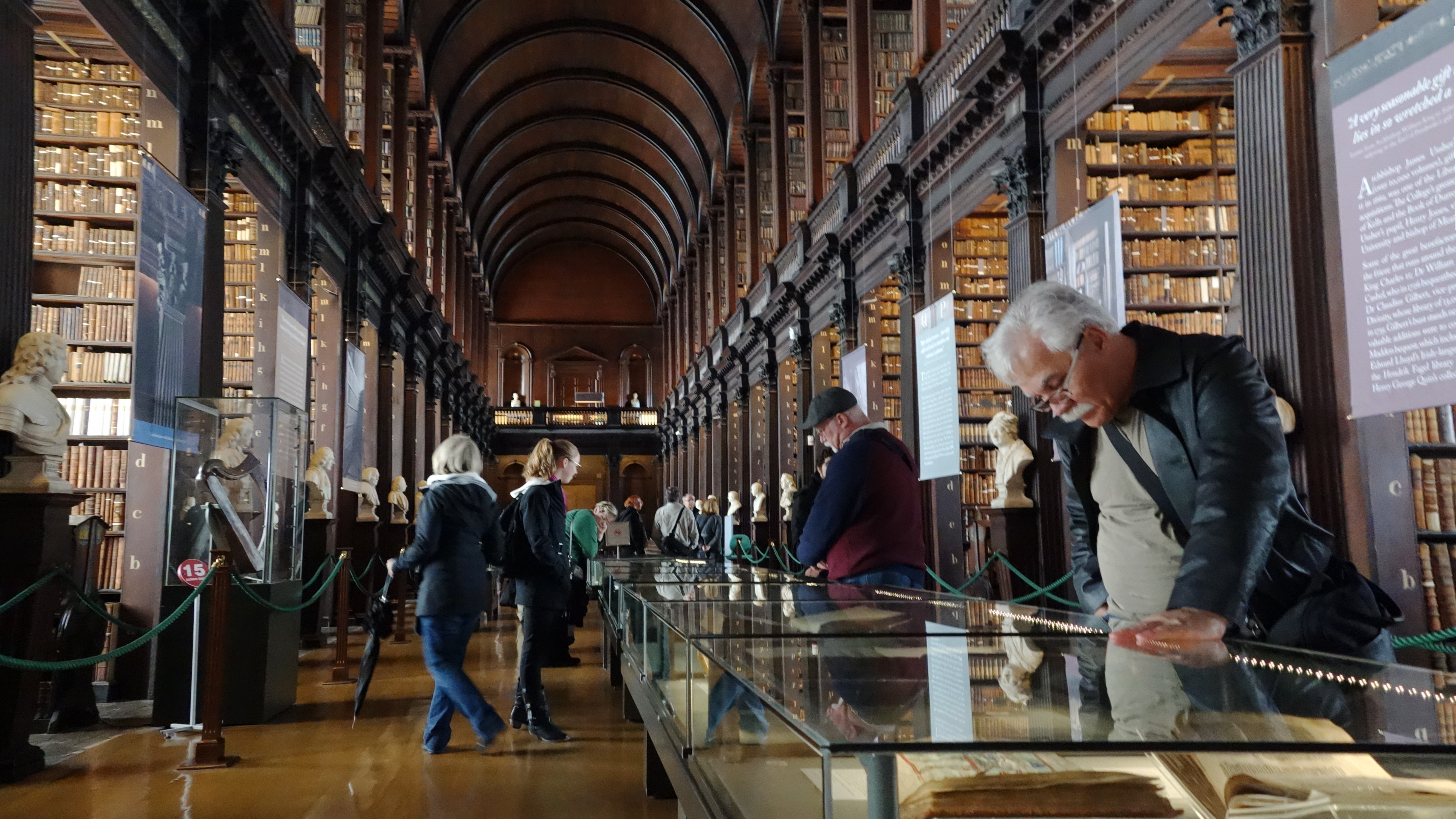
一般公開されているロングルーム

現在最古の図書館として知られている建物は、トーマス・バーグの代表作である。1712年に建設が開始され、1732年に完成した。18世紀にトリニティ・カレッジは、アイルランドの国民的シンボルである中世の3つのゲールハープのひとつである「ブライアン・ボルのハープ」を受け取り、ロングルームで一般公開されている。1992年には、展示スペースとギフトショップを設けるために、1階で改修工事が行われた。長方形の平面レイアウトで形作られており、1階と2階のロングルームは、書庫と読書室で占められている。ロングルームの東側と西側の上部に、初期の印刷本と写本を収容している書庫がある。東側と西側の端には、それぞれ屋根裏階がある。南の出入り口は一般公開されており、1階の西側に職員専用出入り口、東側にイーヴァン・ボーランド図書館からつながっている地下通路にある大学関係者専用出入り口がある。旧図書館の一般公開されている部分は、ダブリンの観光名所のひとつであり、アイルランド国宝のケルズの書とロングルームを観光できる。年間60万人以上の観光客が訪れ、ダブリンでは3番目に多い。
2020年現在、旧図書館には以下が収容されている。
- 初期の印刷本と特別コレクション[6]
- 写本とアーカイブ[7]

### BLU複合図書館
トリニティキャンパスのアート棟付近にある文系・看護系の複合図書館。以下の3つの図書館から成る。

#### イーヴァン・ボーランド図書館

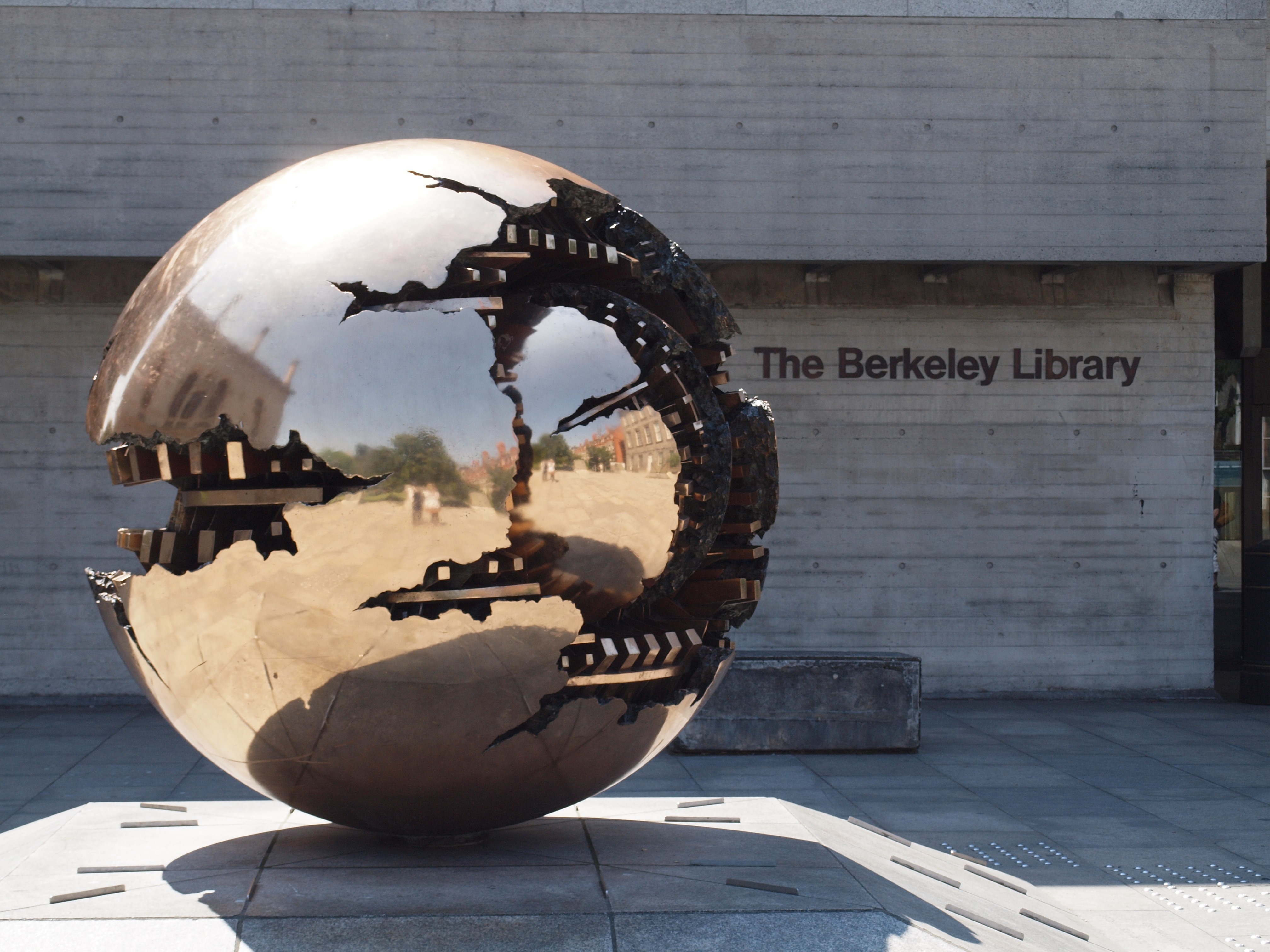
イーヴァン・ボーランド図書館のプラザ出入り口にあるアルナルド・ポモドーロの『球体をもった球体』

フェローズ・スクエアにあるブルータリズム形式のイーヴァン・ボーランド（旧バークリー）図書館は、ABK建築のポール・コラレクによって設計され、1967年に開館した。4階建ての建物で、メインの四角形の南側、アート棟とミュージアム棟の間に位置している。長方形の平面レイアウトで形作られており、地下室、貸し出しホール、2つの上階読書室で構成されている。北のプラザから出入りでき、レッキー図書館とアッシャー図書館から、オリエンテーション・ホールを経由し、出入りすることも可能である。2024年に図書館の名称がバークリーから詩人イーヴァン・ボーランドにちなんだイーヴァン・ボーランド図書館に変更された。

#### レッキー図書館
アート棟に付属するレッキー図書館は、ABK建築によって設計され、1978年に開館した。2階建ての建物で、アート棟内からの出入り口、イーヴァン・ボーランド図書館とアッシャー図書館から、オリエンテーション・ホールを経由する出入口がある。名称は、歴史家のウィリアム・エドワード・ハートポール・レッキーから取った。

#### アッシャー図書館
カレッジ・パークを見下ろすアッシャー図書館は、マクカロウ・マルヴィン建築によって設計され、2003年に開館した。名称は、アイルランド聖公会大司教のジェイムズ・アッシャーから取った。イーヴァン・ボーランド図書館の南側、アート棟の東側に位置する7階建ての建物である。長方形の平面レイアウトで形作られており、地下2階があり、1階のレッキー図書館とイーヴァン・ボーランド図書館から、オリエンテーション・ホールを経由し、出入りできる。

### ハミルトン図書館
トリニティキャンパスのハミルトン棟内にある理系の2階建て図書館。名称は、数学者のウィリアム・ローワン・ハミルトンから取った。

### 1937閲覧室
トリニティキャンパスにある大学院生専用の図書館。1937年に建設され、開館した。4階建ての建物で、メインの四角形の南、旧図書館とイースト劇場の間に位置する。地下室2階、読書室、ギャラリー階からなる八角形の平面レイアウトで形作られている。

### ジョン・ステーン医学図書館
セント・ジェームズ大学病院にある医学系の図書館。名前は、医師のジョン・ステーンから取った。

### タラ大学病院図書館
タラ大学病院にある医学系の図書館。大学関係者のみならず、精神科も利用できる。

### ISE図書館
北アイルランド（英領）に位置するベルファストキャンパスにあるエキュメニクス図書館（ISE図書館）は、紛争解決・和解研究科向けの専門書が収蔵されており、ダブリン大学の関係者全員が利用できる。

## 歴史
トリニティ・カレッジ図書館は1592年にダブリン大学とトリニティ・カレッジが設立されたときに開館した。2020年現在、600万冊を超える印刷された巻があり、400年以上の学術的発展を反映した、学術雑誌、写本、地図、音楽などのコレクションを備えている。写本のダロウの書と一般公開されているケルズの書は、1660年代にミーズ司教で大学の元副学長であったヘンリー・ジョーンズによって贈られた。その他の特別コレクションには、1661年に取得したアッシャーコレクションや1802年のファゲルコレクションなどがある。アーマーの大司教であるジェームズ・アッシャー（1625年〜1656年）は、数千冊の印刷された本と写本からなる貴重な書物を図書館に残し、24巻で図書館から出版された。
1801年に、トリニティ・カレッジ図書館はアイルランドとイギリスの出版物の納本を受ける権利を有する、納本図書館となった。
トリニティ・カレッジ図書館は、大学のすべての分野にわたる学習と研究のニーズをサポートしており、大学関係者のみならず、幅広い機関にサービスを提供している。情報提供の創造的取り組みの発展に貢献し、写本やその他の宝物の展示には、毎年何十万人もの訪問者が旧図書館を訪れる。

## 納本図書館
アイルランドの著作権および関連権利法（2000年）に従い、この図書館はアイルランド国立図書館、アイルランド国立大学、リムリック大学、ダブリンシティ大学の図書館とともに、アイルランドの出版物を義務的に納入される権利がある。また、1801年からより古くからの権利が続いており、2003年のイギリス法定預金図書館法に従い、大英国図書館、オックスフォード大学のボドリアン図書館、ケンブリッジ大学図書館、ウェールズ国立図書館、スコットランド国立図書館は、イギリスの出版物をリクエストに応じて納入される権利があり、トリニティ・カレッジ図書館はアイルランドで唯一その権利を持っている。
2013年4月に施行されたイギリスの規制の下で、多くの作品が印刷物ではなく電子的に受信されるようになった。

## ロングルーム

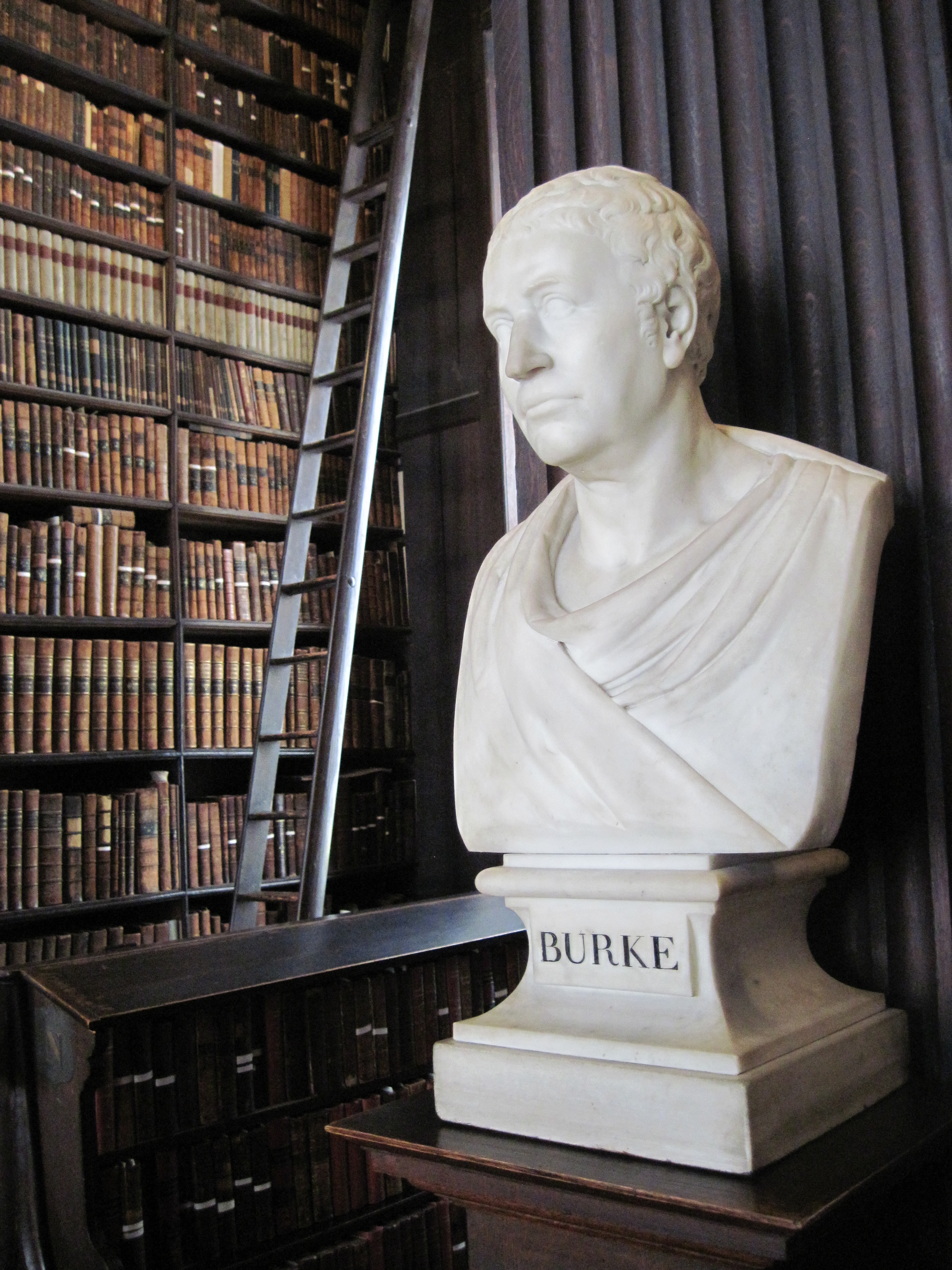
ロングルームにあるエドマンド・バークの胸像

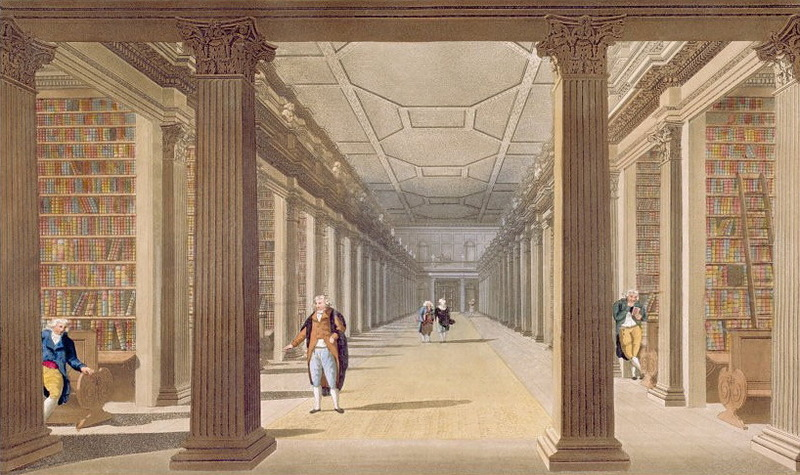
屋根が上がる前のロングルームの水彩（18世紀）

旧図書館の65mの主要な部屋であるロングルームは、1712年から1732年の間に建てられ、図書館の最も古い本を200,000冊収容している。当初、天井は平らで、本の棚は下の階にしかなく、開いたギャラリーがあった。1850年代までには、アイルランドとイギリスで出版されたすべての本を納入する許可を与えられており、棚が埋め尽くされたため、拡張する必要があった。1860年に、屋根が上部のギャラリーに対応するために上げられた。ロングルームの廊下沿いに偉大な哲学者、作家、大学を支援した人物の大理石の胸像が並んでいる。このコレクションは、彫刻家のピーター・スキーメーカーから14体が大学によって取得したときに形成された。コレクションで最も傑出した胸像は、ルイ・フランソワ・ルービリアックによって制作された作家のジョナサン・スウィフトである。
観光客に一般公開されているロングルームには、1916年のアイルランド共和国宣言の最後に残った複写の1つも有している。この宣言は、1916年4月24日に中央郵便局付近でパトリック・ピアースによって朗読された。また、15世紀にさかのぼるトリニティ・カレッジのハープ（別名：ブライアン・ボルのハープ）も展示されている。ハープはオークとヤナギでできており、真鍮弦が29本ある。

### 大衆文化
映画『スター・ウォーズ エピソード2/クローンの攻撃』のジェダイ・テンプルのジェダイ公文書館は、トリニティ・カレッジ図書館のロングルームと似ている。 この類似性は、建物の肖像を使用する許可が求められていなかったため、論争をもたらした。しかし、ルーカスフィルムはロングルームがジェダイ公文書の基礎であることを否定し、トリニティ・カレッジ図書館はいかなる法的措置も取らないことを決定した。